# Xenoplatyura longeiuncta
Xenoplatyura longeiuncta är en tvåvingeart som först beskrevs av Speiser 1913.  Xenoplatyura longeiuncta ingår i släktet Xenoplatyura och familjen platthornsmyggor. Inga underarter finns listade i Catalogue of Life.